# Pelargopsis
Pelargopsis es un género de aves coraciformes perteneciente a la familia Halcyonidae cuyos miembros habitan en el sur de Asia, desde la India y Sri Lanka hasta Indonesia y Filipinas. 

## Especies
El género contiene tres especies:
- Pelargopsis amauroptera - alción alipardo;
- Pelargopsis capensis - alción picocigüeña;
- Pelargopsis melanorhyncha - alción piquinegro.

Estos tres alciones anteriormente se situaban en el género Halcyon.

## Biología
Son alciónidos de tamaño muy grande, alrededor de 35 cm de largo. Tienen pigos muy grandes de color rojo o negro y llamativas patas rojas. El plumaje de su cabeza y partes inferiores es claro, blanco o crema, y sus alas y espalda son más oscuras, con coloraciones que varían entre el verde y el azul, el pardo y el negro dependiendo de las especies. Ambos sexos tienen un aspecto similar.
Los alciones Pelargopsis viven en gran variedad de hábitats forestales densos cerca de lagos, ríos, estuarios y costas. Son territoriales y persiguen a las rapaces y otros grandes depredadores. Cazan permaneciendo inmóviles en una atalaya por lo que no se ven con facilidad a pesar de su tamaño. Se alimentan de cangrejos, peces, ranas, al menos en el caso del alción picocigüeña además atrapa roedores y pollos de ave.
Excavan sus nidos en taludes fluviales, termiteros y troncos podridos. 